# Dan Pattir

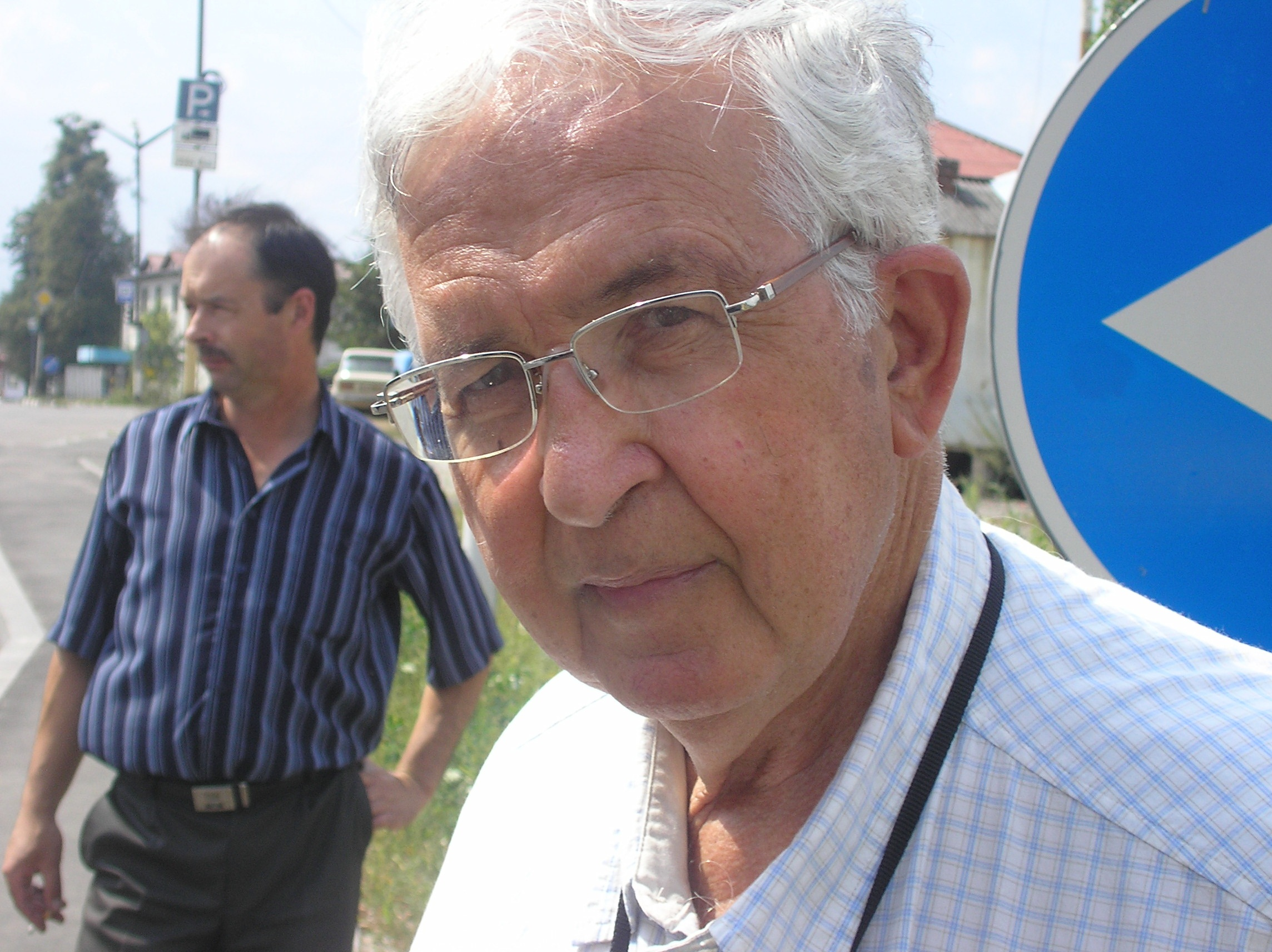
Dan Pattir (2008)

Dan Pattir (auch: Dan Patir, hebräisch דן פתיר; geboren am 13. Juli 1931 in Tel Mond, Völkerbundsmandat für Palästina; gestorben am 7. Mai 2021) war ein israelischer Hochschullehrer und Publizist. Pattir war nacheinander Medienberater der Premierminister Jitzchak Rabin und Menachem Begin.

## Ausbildung
Dan Pattir wurde 1931 in Tel Mond in der Sharonebene geboren. Seine Eltern gehörten zu den Gründern dieser Siedlung; der Vater stammte aus Galizien. 1947 ging Pattir nach Tel Aviv, wo er die Hochschulreife erlangte.
Von 1949 bis 1952 studierte er politische Wissenschaften und Geschichte an der Hebräischen Universität in Jerusalem und 1965 bis 1968 an der Howard University in Washington African Studies.

## Laufbahn als Journalist
Bereits als Schüler war Pattir als Sportreporter  tätig und arbeitete später für die israelische Tageszeitung Davar (deutsch Wort, Rede), die dem Gewerkschafts-Dachverband Histadrut gehörte und der israelischen Arbeiterbewegung nahestand,  zu einer Vielzahl von Themen, von Sport über Sicherheitsfragen bis zur Politik. 1956 bis 1961 arbeitete er in London beim BBC und gleichzeitig als Auslandskorrespondent für israelische Zeitungen. In den 1970er Jahren war Pattir als politischer Kommentator für das israelische Armeeradio tätig.

## Tätigkeit als Presseattaché in Washington (1964–1969)
1964 bis 1969 arbeitete Pattir in Washington als Presseattaché an der israelischen Botschaft. 1966 begleitete er den damaligen israelischen Staatspräsidenten Zalman Shazar bei dessen ersten Staatsbesuch in den USA. Ab Februar 1968 war Jitzchak Rabin, der Ende 1967 nach dem für Israel sehr erfolgreichen Sechstagekrieg sein Amt als Generalstabschef abgegeben hatte, als Botschafter in Washington sein Vorgesetzter. Während Pattirs Amtszeit in Washington lösten die USA, die in den 1950er Jahren im Palästinakonflikt noch „neutral“ gewesen waren, unter dem demokratischen Präsidenten Johnson  nach und nach Frankreich als wichtigsten militärischen Verbündeten und Sicherheitspartner Israels ab.

## Pressesprecher der Ministerpräsidenten Rabin und Begin (1974–1981)
1974 wurde Rabin, sein letzter Vorgesetzter in Washington, als Nachfolger von Golda Meir Ministerpräsident, und ernannte Pattir wieder zu seinem Pressesprecher. Pattir war Teil des israelischen Verhandlungsteams, das 1974 mit Hilfe von Henry Kissinger das Truppenentflechtungsabkommen mit Ägypten nach dem Yom-Kippur-Krieg aushandelte.
Als 1977 der Likud die Regierung übernahm, und die Position Israels nach der Ablösung der Republikaner durch die liberale „Taube“ Jimmy Carter in Washington schwieriger geworden war,  griff auch der neue Ministerpräsident Menachem Begin wieder auf den erfahrenen und in Washington hervorragend vernetzten Pattir zurück und ernannte ihn wiederum zu seinem Pressesprecher, obwohl er dieser politisch Rabins Arbeitspartei und nicht dem Likud nahestand. Pattir legte sein Amt 1981 kurz vor den Knessetwahlen (und nach der Ablösung Carters durch den konservativen „Falken“ Ronald Reagan in den USA) nieder und ging zu einem Forschungsaufenthalt in die USA (s. u.).
Wichtige Aufgaben während der Amtszeit von Pattir unter Begin waren die Koordination der Medienaktivitäten während der Besuche des ägyptischen Staatspräsidenten Anwar al-Sadat in Israel 1977 und 1979 und der Verhandlungen von Camp David (1978) und des ägyptisch-israelischen Friedensabkommens von Washington 1979. Daneben war er auch als Medienberater für den Premierminister von Jamaika, Edward Seaga, tätig.
Im Jahre 1987 veröffentlichte die israelische Tageszeitung „Yediot Ahronot“ eine Serie von Interviews, die Pattir mit Menachem Begin führte, für den er in den späten 1970er Jahren als Medienberater tätig gewesen war. Unter anderem enthüllte Begin darin die Rolle, die der rumänische Diktator Nicolae Ceaușescu bei der Einfädelung der Camp-David-Verhandlungen zwischen Begin und dem ägyptischen Präsidenten Anwar Sadat gespielt hatte.

## Ab 1981: Hochschullehrer und Publizist, Engagement für jüdisch-arabische Verständigung in Israel
Von 1981 bis 1986 war Pattir Research Fellow des Center for Strategic and International Studies an der Georgetown University. 1986 bis 1991 leitete er das jährliche „Jeane Kirkpatrick Forum for Leadership and Public Policy“ an der Tel Aviv University.

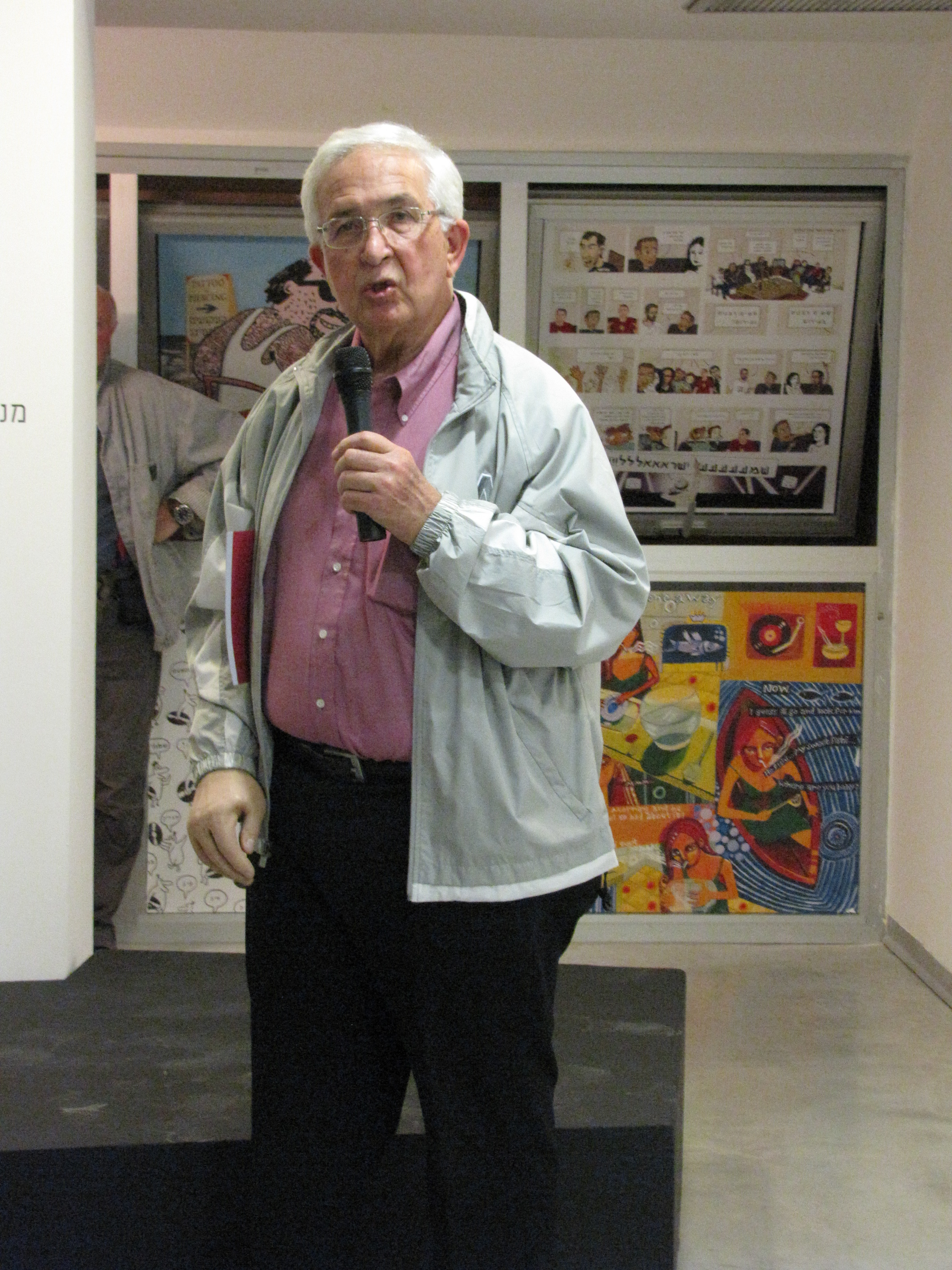
Dan Pattir (2008) bei der Eröffnung des israelischen Cartoon-Museums. Pattir ist ein Kenner und Sammler politischer Cartoons in Israel.

Pattir war in verschiedenen journalistischen Vereinigungen in Israel tätig.
Von 2000 bis 2006 war er Vizepräsident des „Abraham Fund“, einer israelisch-amerikanischen Organisation zur Verständigung zwischen Juden und Arabern in Israel, und diente dieser Organisation bis 2008 als Berater.

## Privates
Pattir war seit 1956 mit der israelischen Hochschullehrerin Yael Pattir verheiratet. Eine 1966 geborene Tochter von Dan und Yael Pattir, Gili, studierte Historikerin und selber angehende Fotografin und Journalistin,  wurde nach ihrem Krebstod 1996 durch eine auf ihren eigenen ausdrücklichen Wunsch in den Jahren 1992 bis 1996 angefertigte Fotoserie der israelischen Fotografin Vardi Kahana bekannt, die ihre Krankheitsgeschichte darstellt und auf mehreren Ausstellungen in Israel und im Ausland gezeigt wurde.